# Horseland
Horseland er en amerikansk tegnefilm produceret af  DIC Entertainment og følger en gruppe børn, der besøger Horseland en hesteranch og følger deres oplevelser, eventyr og ridestævner. Serien kører i Danmark på TV 2